# Le Translay
Le Translay és un municipi francès, situat al departament del Somme i a la regió dels Alts de França. L'any 1999 tenia 182 habitants.

## Situació

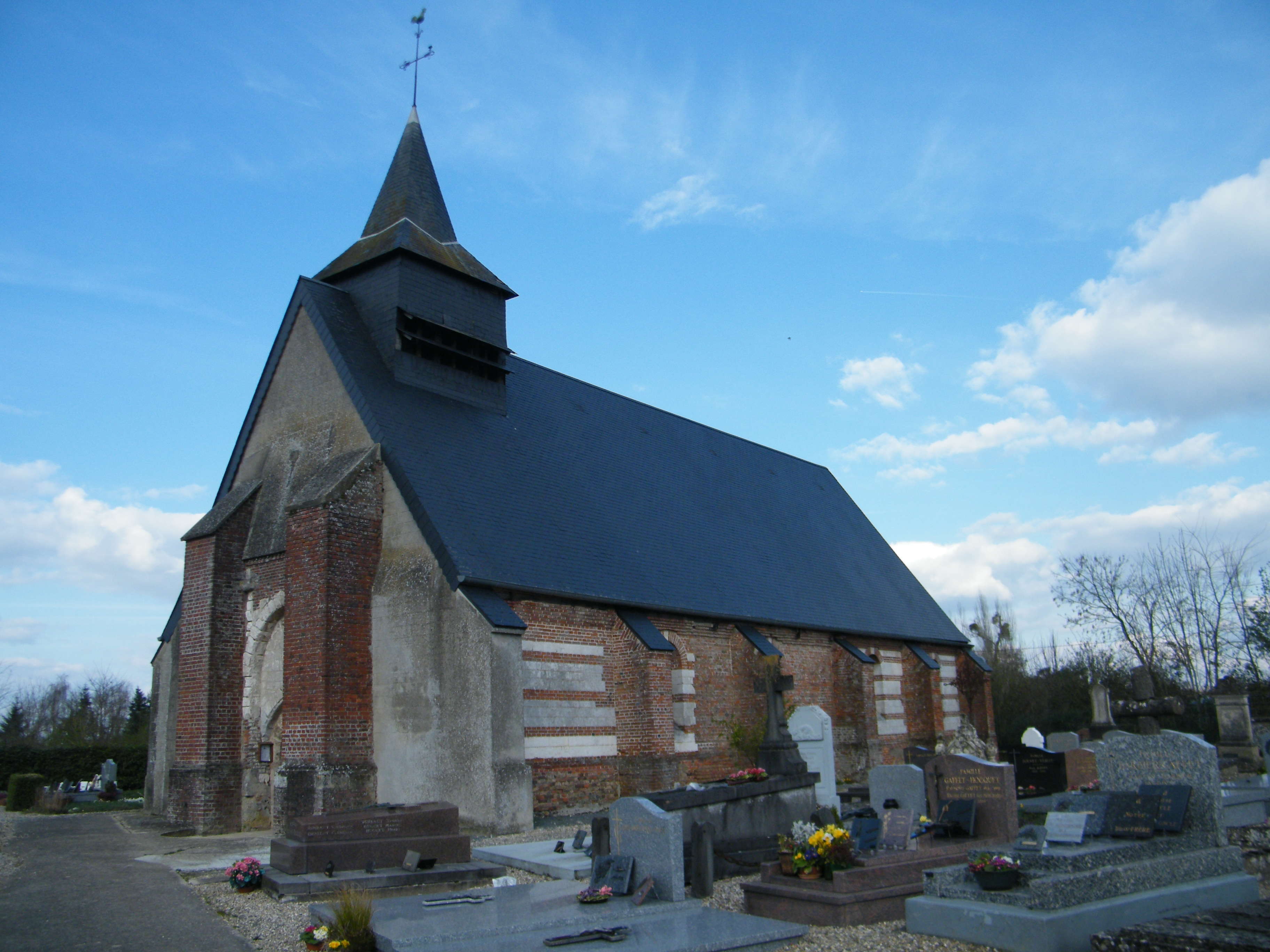

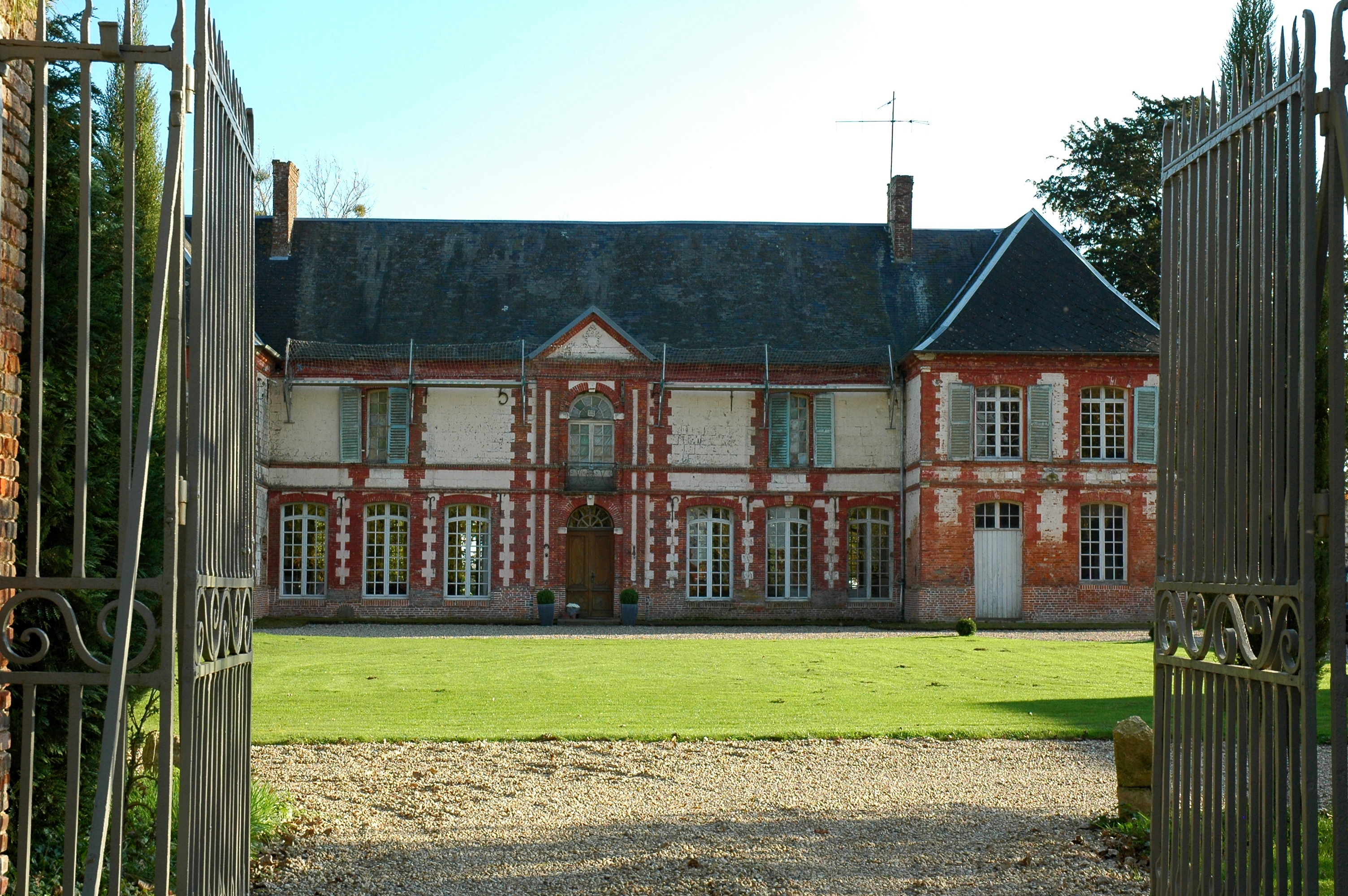
castell Busmenárd

Le Translay es troba a l'oest del Somme, a pocs quilòmetres del Sena Marítim.

## Administració
Le Translay forma part del cantó de Gamaches, que al seu torn forma part del districte d'Abbeville. L'alcalde de la ciutat és Engilbert Bouvet (2008-2014).